# بيض (طعام)

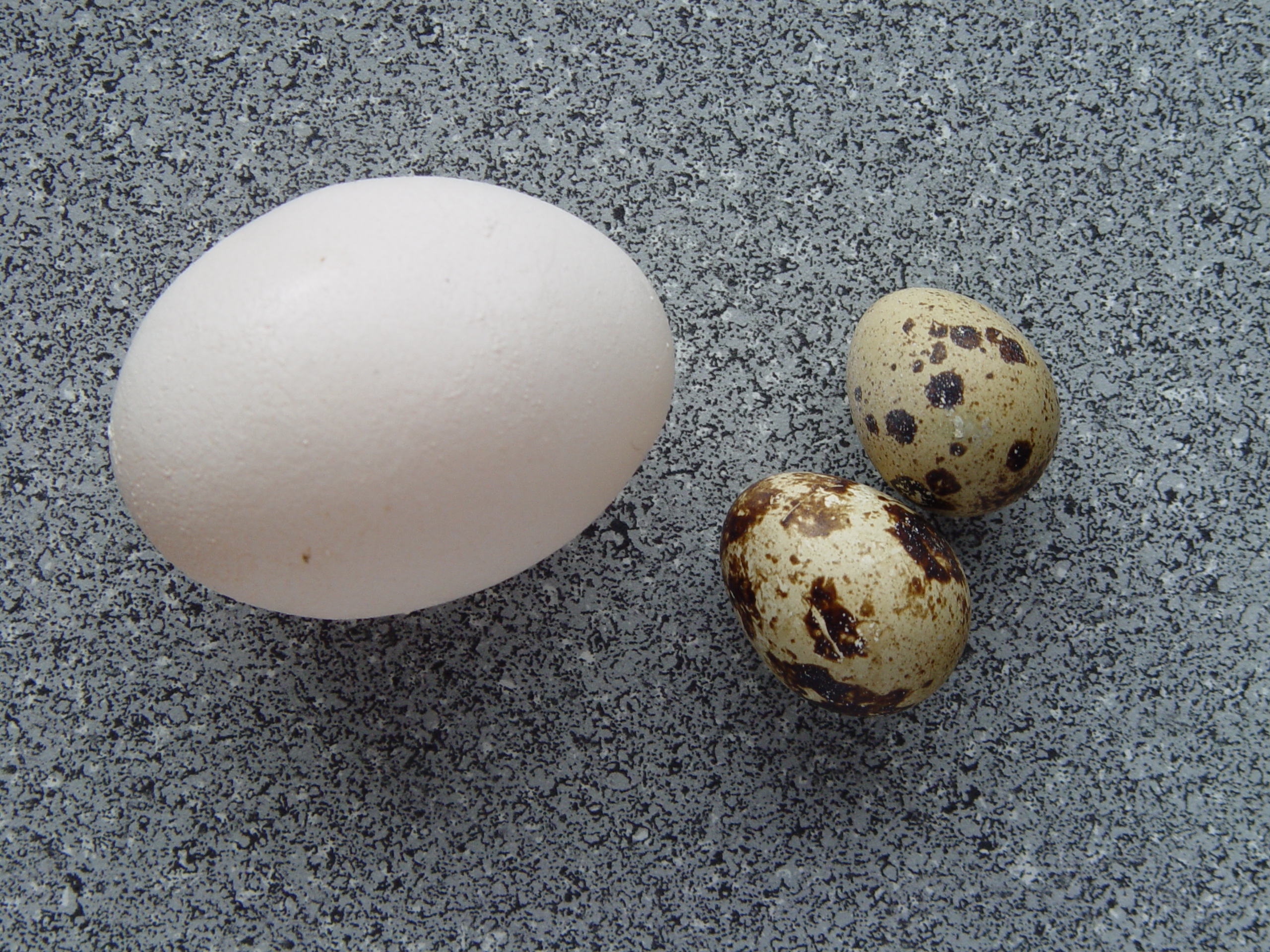
إلى اليسار بيضة الدجاج، وهي البيضةُ الأكثر شيوعًا في أكل الإنسان، وإلى اليمين بيضتا سمان.

يُعَدُّ البيض من المصادر الهامة لطعام الإنسان، فقد تَعوّد الإنسان على تناول بيض الكثير من أصناف الحيوانات المختلفة منذ آلاف السنين، بما في ذلك الطيور، والزواحف، والبرمائيات، والأسماك. تتكون بيضة الطيور والزواحف من قشرة واقية، تحتوي على زلال (بياض البيض) ومح البيض (صفار البيض) داخل أغشية رقيقة متباينة. ويعتبر بيض الدجاج، والبط، والسمان، والبطارخ، والكافيار هي أنواع من البيض المفضل لدى الكثير من البشر، لكن بيض الدجاج هو البيض الأكثر استهلاكًا من قبل الإنسان. وقد أدى الطعم الجيد للبيض والاستخدامات العديدة له في تحضير أنواع مختلفة مِنْ الطعام إلى زيادةِ استهلاكِ البيضَ في العالمِ سنة بعد أخرى.
يحتوى البيض على العديد من العناصر الغذائية ولقد روجت النوعية الممتازة لبروتين البيضة لأن يكون على قمة مصادر البروتين الحيوانية هذا بالإضافة لاحتواءه على العديد من العناصر الغذائية الأخرى، وهذه تتضمن الدهون بجانب كمية مناسبة من الفيتامينات والمعادن الضرورية والذي يمكن أن يقدما مساهمة معنوية لوجبتنا الغذائية اليومية. وتقوم وزارة الزراعة الأمريكية (USDA) بتصنيف البيض كما اللحوم في دليل الهرم الغذائي نظرًا لمحتواه البروتيني. ويحتوي البيض أيضًا على مادة غذائية غير مألوفة لنا الا وهي الكولين Choline. وهو مركب ضروري لتطور المخ والذاكرة لدى الإنسان وحديثًا في نهاية التسعينات بدأ الاهتمام بالكولين كمادة أساسية ودور البيض كمصدر لهذه المادة الحيوية.
يعتبر البيض مصدرًا اقتصاديًا للبروتين عالي الجودة ومكونًا غذائيًا هامًا في وجبات كبار السن والأسر ذات الدخل المنخفض ولنمو الأطفال وأيضًا للأشخاص الذين يحددون سعراتهم الحرارية اليومية بهدف إنقاص الوزن. كما أن سهولة بلع البيض يرشحه كمصدر أساسي في وجبات الأشخاص الذين يعانون صعوبة في عمليات المضغ والبلع. وحديثًا أظهرت الأبحاث أن بيض الدجاج يمدنا بكميات معنوية من الكاروتينات والتي تلعب دورًًا هامًا في منع الإصابة بالأمراض. فالبيض يحتوي على أكثر صور الكاروتينات بساطة وهي اللوتين Lutein والزانزكثين Zeaxanthin وهي مواد متاحة للامتصاص بسهولة بواسطة أجسامنا. هذه المركبات شبيهة بمضادات الأكسدة وتلعب دورًا هامًا في منع الإصابة بفقدان البصر وخاصة في كبار السن كما تقوم بتقليل الإصابة بالساد أو المياه البيضاء Cataract. والذي قد يجهله الكثير منا أن صفار البيض غني بهذه الصور السهلة الامتصاص من الكاروتينات والتي قد تحمل معها فوائد صحيحة محتملة. وعلى الرغم من القيمة الغذائية للبيض، هناك بعض القضايا الصحية محتملة ناجمة عن جودة البيض، والتخزين، والحساسية الفردية.
يتم تربية الدجاج وغيرها من الحيوانات المنتجة للبيض على نطاق واسع في جميع أنحاء العالم، ويعتبر الإنتاج الكمي لبيض الدجاج صناعة عالمية. ففي عام 2009، تم إنتاج ما يقدر بحوالى 62٫1 مليون طن متري من البيض في جميع أنحاء العالم وذلك لمجموع أسراب من الدجاج البياض تقدر بما يقرب من 6٫4 مليار دجاجة. وتواجه صناعة إنتاج البيض في العالم قضايا مثل التباين الإقليمي بين الطلب والاستهلاك المتوقع، فضلًا عن المناقشات الحالية بخصوص أساليب الإنتاج الضخم للبيض، مع الحظر المفروض من الاتحاد الأوروبي على تدجين البطاريات في مزارع الدجاج.

## نبذة تاريخية

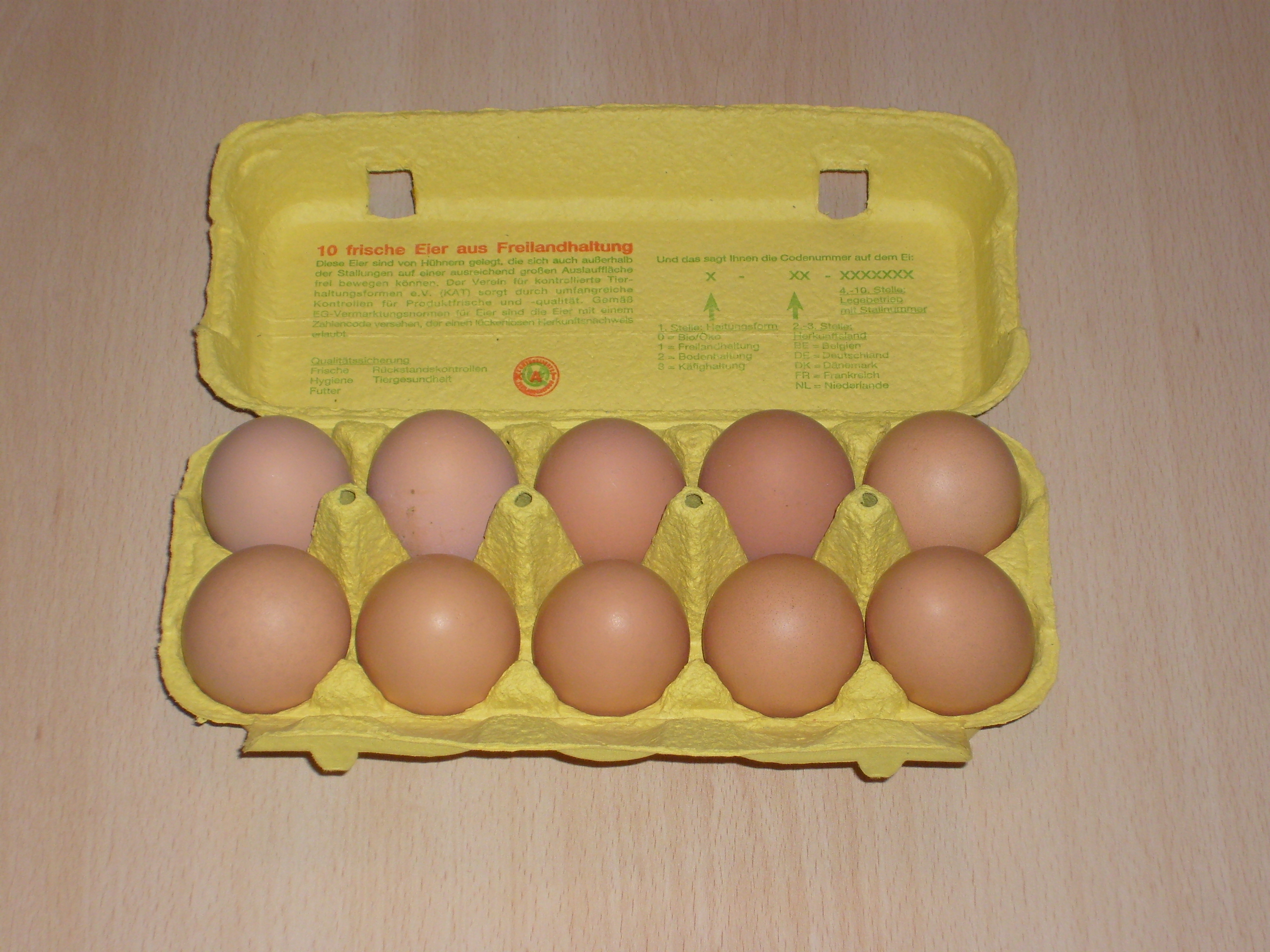
بيض في حافظة من الكرتون

يعتبر بيض الطيور من المواد الغذائية القيمة منذ عصور ما قبل التاريخ، في كل من المجتمعات القبلية التي اعتمدت على الصيد والحضارات القريبة التي كانت تستأنس الطيور. وعلى الارجح تم استئناس الدجاج من أجل بيوضه من دواجن الغابة المتوطنه في المناطق الاستوائية وشبه الاستوائية في جنوب شرق آسيا والهند قبل 7500 قبل الميلاد. وقد تم جلب الدجاج لبلاد سومر (العراق القديم) ومصر القديمة بحلول سنة 1500 قبل الميلاد، ووصل إلى اليونان القديمة (الإغريق) حوالي سنة 800 قبل الميلاد، حيث كان السمان هو المصدر الرئيسي للبيض. وفي هذا السياق، يظهر تصوير لرجل يحمل أطباق من بيض النعام وبيوض أخرى كبيرة، يفترض انها بيوض البجع، كقرابين على جدران مقبرة حورمحب التي بنيت حوالي سنة 1420 قبل الميلاد، في طيبة عاصمة مصر القديمة. أما في روما القديمة، كان يتم الحفاظ على البيض باستخدام عدد من الأساليب، وكانت الوجبات غالبا ما تبدأ بتناول البيض بشكل منتظم. وكان الرومان يطحنون قشر البيض في أطباقهم لمنع الأرواح الشريرة من الاختباء فيها. بينما تم منع البيض تماما بسبب ثراؤه في أوروبا خلال الصوم الكبير (صوم الأربعين في المسيحية) في العصور الوسطى. والمايونيز هي كلمة ربما تكون مستمدة من كلمة مويو moyeu في فرنسية القرون الوسطى وتعنى المح، وهذا يعني المركز أو السُرّة.
وقد شاع مشروب البيض المخفوق مع عصائر الفواكه الحمضية في فرنسا في القرن السابع عشر، وهذا قد يكون منشأ حلوي الليمون الرائب (المتخثر).
وقد نشأت صناعة البيض المجفف (مسحوق أو بودرة البيض) في القرن التاسع عشر، قبل صعود صناعة البيض المجمد. ففي عام 1878، بدأت شركة في سانت لويس، ميزوري (أمريكا) بتحويل صفار وبياض البيض إلى مادة بنية فاتحة اللون شبيهة بالطحين أو الدقيق، باستخدام عملية التجفيف. ثم انتشر إنتاج البيض المجفف انتشارا كبيرا خلال الحرب العالمية الثانية، لاستخدامه من قبل القوات المسلحة الأمريكية وحلفائها.
وفي عام 1911، اخترع جوزيف كويلي من مدينة سميثرز، كولومبيا البريطانية (كندا) كرتون البيض (الورق المقوي) من أجل حل نزاع حول البيض المكسور بين أحد المزارعين في وادي بلكلي ومالك فندق الألديرمير. فقد كانت كراتين البيض في أول الأمر تصنع من الورق.

## أصناف البيض

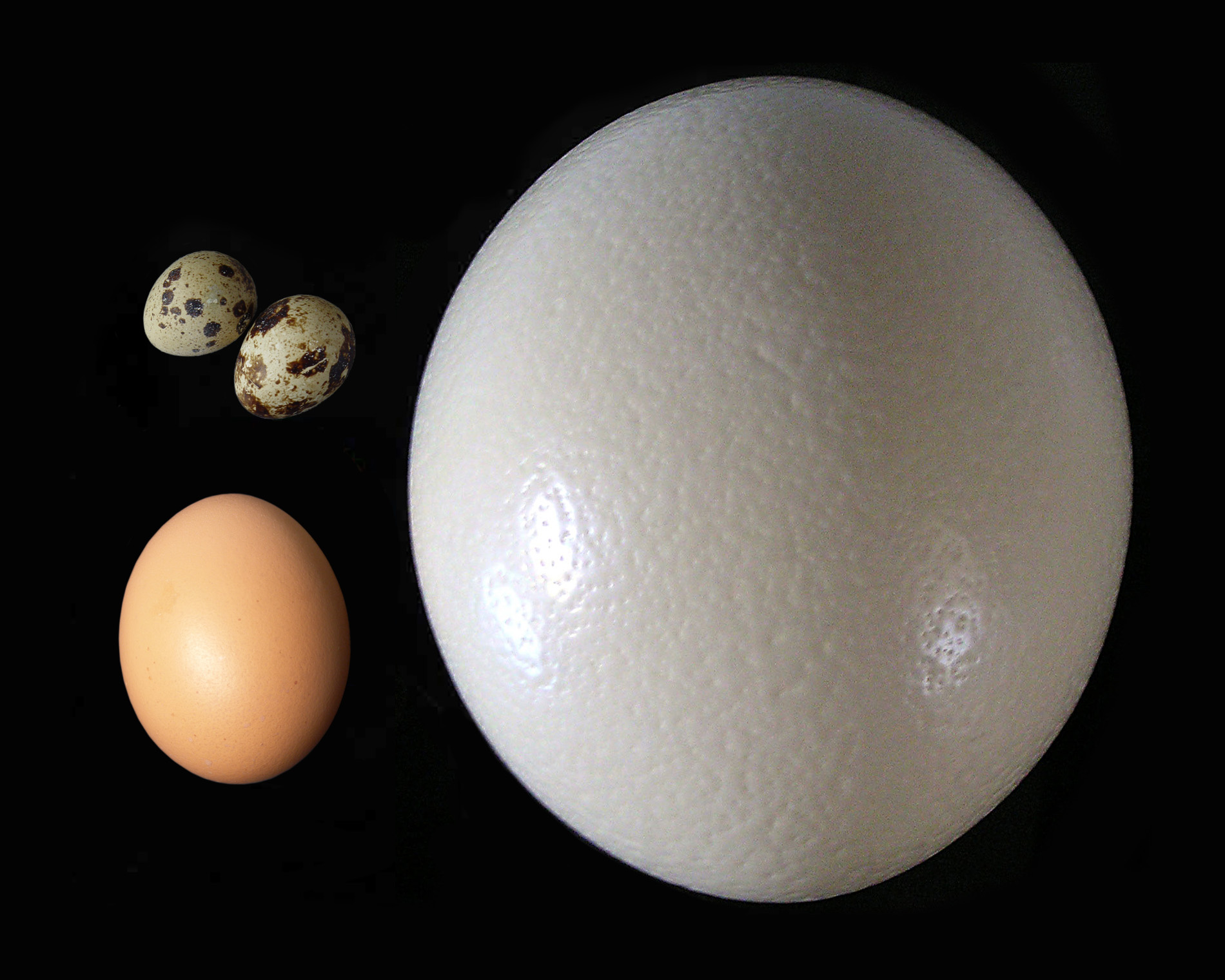
بيضة النعامة (يمين)، مقارنة ببيضة الدجاجة (أسفل يسار) وبيض السمان (أعلى يسار)

بيض الطيور غذاء منتشر وهو أحد المكونات الأكثر تعددًا في الاستعمال في الطبخ. كما أن البيض له أهمية في العديد من فروع الصناعات الغذائية الحديثة. ويعد بيض الدجاج الأكثر شيوعًا من حيث الاستهلاك من بين بيض الطيور الأخري. فبيض البط والأوز والبيض الأصغر، مثل بيض السمان، يستخدم أحيانًا في الطعام كعنصر للتذوق، وكذا أكبر بيض الطيور، وهو بيض النعام. ويعتبر بيض النورس طعامًا شهيًا في إنجلترا،  وكذلك في بعض الدول الإسكندنافية، لا سيما في النرويج. في بعض البلدان الأفريقية، يُري بيض الدجاج الحبشي (الغرغر) عادةً في الأسواق، خاصة في فصل الربيع من كل عام. ويعتبر بيض طائر التدرج وبيض الإمو هي بيوض صالحة تمامًا للأكل، ولكنها أقل توافرًا. في بعض الأحيان يمكن الحصول عليها من المزارعين، أو بائعي الدجاج، أو محلات البقالة الفاخرة. وذلك لأن بيض معظم الطيور البرية محمي بالقوانين في كثير من البلدان التي تمنع جمع أو بيع بيض الطيور البرية، أو التي تسمح فقط بذلك خلال فترات محددة من العام.

## تشريح وخصائص البيضة
شكل بيضة يماثل شبه كرة متطاول ذو طرف أكبر من الآخر، متماثل أسطوانياً على طول المحور الطويل للبيضة.
ويحيط بالبيضة قشرة رقيقة صلبة. وفي داخل البيضة، يتعلق صفار البيضة في قلب البياض بواسطة شريط لولبي أو اثنين من الأنسجة يسمى الكِلاَّزَة (من الكلمة اليونانية χάλαζα، وهي تعني حبة البَرَدْ أو الخَثْرَة القاسية).

### الخلية الهوائية
يحتوي الطرف الأكبر للبيضة على خلية هوائية تتشكل عندما تبرد محتويات البيضة وتنكمش بعد عملية الوضع. ويتم تصنيف بيض الدجاج وفقاً لحجم هذه الخلية الهوائية، التي تقاس خلال عملية التشميع (بالإنجليزية: Candling). تحتوي البيضة الطازجة جداً على خلية هوائية صغيرة وتحصل على درجة جودة AA. وكلما زاد حجم الخلية الهوائية في البيضة، انخفضت جودة البيضة، وتتحرك الدرجة من AA إلى A إلى B. وهذا يشكل أيضاً وسيلة لاختبار عمر البيضة: كلما زاد حجم الخلية الهوائية، أصبحت البيضة أقل كثافة مما يجعل الطرف الأكبر للبيضة يرتفع عند وضعها في أوعية ماء ذات أعماق متزايدة الضحالة. البيضة القديمة جداً سوف تطفو حَقًا في الماء، وينبغي ألا تؤكل.

### القشرة
لون قشرة البيضة ينتج بسبب عملية الترسب الصِبْاغي أثناء تشكيل البيضة في البُوق (قناة البيض) ويمكن أن يتفاوت لون البيضة وفقا للنوع والسلالة، من الأبيض الأكثر شيوعاً أو البني إلى الوردي أو الأزرق-أخضر المرقط. بشكل عام، سلالات الدجاج ذات صيوان الأذن الأبيض تضع بيض أبيض، بينما الدجاج ذي صيوان الأذن الأحمر يضع بيض بني. رغم عدم وجود صلة كبيرة بين لون القشرة والقيمة الغذائية للبيضة، غالبا ما يكون هناك تفضيل شعبي للون على الآخر (انظر «لون قشر البيض»، أدناه).

### البياض
البياض هو الاسم الشائع للسائل الشفاف الذي تحتوى عليه البيضة (أيضاً يسمى الزلال أو الآح). وهو يتشكل في الدجاج من طبقات لإفرازات القسم الأمامي من قناة البيض للدجاجة خلال مرور البويضة. وهو يتشكل حول صفار البيضة سواء كان مخصباً أو غير مخصب. والغرض الطبيعي الأساسي لبياض البيض هو حماية صفار البيض وتوفير التغذية الإضافية لنمو الجنين.
بياض البيض يتألف أساساً من حوالي 90٪ ماء مذاب فيه 10٪ بروتينات (ويشمل ذلك الألبيومينات، والبروتينات المُخاطِيّة، والجلوبيولينات). وخلافاً لصفار البيض، الذي يحتوي على نسبة مرتفعة في الدهنيات (الدهون)، لا يحتوي بياض البيض تقريباً على أي دهون، ومحتوى الكربوهيدرات فيه أقل من 1٪. بياض البيض له العديد من الاستخدامات في مجال صناعات الغذاء، وفي مجالات كثيرة غيرها، ويشمل ذلك إعداد اللقاحات مثل لقاحات الأنفلونزا.

### الصفار
يتخذ صفار البيضة الموضوعة حديثاً شكلاً مستديراً ومتماسكاً. ومع مرور الزمن، يقوم صفار البيضة بامتصاص الماء من الزلال، مما يزيد من حجمه ويؤدي إلى تمدد وإضعاف الغشاء المُحِّيّ (الغلاف الشفاف المحيط بالصفار). ويكون الأثر الناتج لذلك هو تغير شكل الصفار لشكل مفلطح ومتضخم.
لون صفار البيض يعتمد على النظام الغذائي للدجاجة، فإذا كان النظام الغذائي يحتوي على الصبغات النباتية الصفراء / البرتقالية المعروفة باسم اليصافير، تترسب تلك الصبغات في صفار البيض وتُلوِّنه.الصِّبْغة الأكثر وفرة في صفار البيض هي اللوتين أو (اليَصفُور). كما أن اتباع نظام غذائي عديم اللون يمكن أن ينتج صفاراً عديم اللون تقريباً. فلون الصفار يتحَسَّن إذا كان النظام الغذائي، على سبيل المثال، يشمل منتجات مثل الذرة الصفراء وبتلات زهرة الأذريون. وتحظر الولايات المتحدة استخدام إضافات لونية اصطناعية في النظام الغذائي للدواجن.

### اختلالات
طالع البيض ذو الصفارين والبيض عديم الصفار.

## الآثار الصحية

### الكولسترول والدهون
أكثرُ من نصف السعرات الحرارية الموجودة في البيض تأتي من الدهون في صفار البيض، حيثُ أنَّ بيضة الدجاج التي تزن 50 غرامًا تحتوي على ما يقارب 5 غرامات من الدُهون، كما أنََّ 27% فقط من هذه الدهون تكون دُهون مشبعة، أما على مستوى بياض البيض فإنه يتكون أساسًا من الماء بنسبة 87% ومن البروتين بنسبة 13%، ولا يحتوي على الكوليسترول تقريبًا.
هُناك جدلٌ قائم منذ سنوات حول خطر صفار البيض، وتنقسم الأبحاث حيثُ يذكر جزءٌ منها أنَّ الكولسترول بصفار البيض يعملُ على زيادة النسبة الكُلية لكولسترول البروتين الدهني مرتفع الكثافة وبالتالي يؤثر عكسيًا على ملف الكولسترول في الجسم، وهُناك أبحاثٌ أخرى ذكرت أنَّ استهلاك البيض بمعدل بيضة يوميًا لا يُظهر أي ضررٍ أو زيادةٍ في خطر حدوث أمراض القلب في الأفراد.
يقول هارولد ماكجي (مؤلف أمريكي يكتب في مواضيع الكيمياء وتاريخ الطعام والطبخ) أنَّ الكولسترول في صفار البيض ليس هو سببُ المُشكلة؛ لأن الدهون (خاصة الدهون المشبعة) قد ترفع مستويات الكولسترول أكثر من استهلاك الكولسترول نفسه.

## استهلاكنا من البيض
حسب إحصائية منظمة الفاو FAO لعام 2002 وجد أن متوسط استهلاك الفرد هو 190، 109، 31 بيضه في العام لكلا من الأقطار ذات الدخل المرتفع والمتوسط وذات الدخل الضعيف على الترتيب. الا انه لوحظ في الاونة الأخيرة انخفاض معدل استهلاك البيض في الدول ذات الدخل المرتفع بنسبة 14% ويرجع ذلك أساسا إلى الخوف من الإصابة بالكولويسترول مع أن هذا مشكوك فيه من الناحية العلمية حيث أن الكوليستيرول مركب طبيعى وهام للقيام بالوظائف الحيوية داخل الجسم علاوة على دخوله في تركيب الهرمونات الاسيتروية والتي لها دور أساسي في عمليات الهدم والبناء والصفات الجنسية، وما قد يجهله الكثير منا أن 80% من نسبة الكولسيترول الموجود في الدم تخلق في الجسم و 20% فقط هي التي تأتى عادة من المصادر الغذائية المختلفة، فإذا أضاف المرء بيضة واحدة في أكله فهذا يتسبب برفع كمية الكوليسترول في الدم إلى نحو 160 %. ولهذا ينصح الأطباء بتقليل أكل البيض عموما بحيث يقتصر من الوجهة الصحية على بيضتين أو ثلاث في الأسبوع. وما يزيد عن ذلك يؤدي إلى تراكمه في الشرايين والتسبب في تصلبها تصلب الشرايين، أي انسدادها رويدا رويدا. هذا يؤثر بصفة سلبية على شرايين الكلى وشرايين القلب.

## بعض الخصائص الوظيفية للبيض
يعتبر الطهاة أكثر الناس دراية بالخصائص الوظيفية للبيض ذلك لدورة في عمليات التصنيع الغذائي حيث أن توافر البيض بسعر مناسب ومعقول كان له دور محورى في استمرار استخدام البيض داخل المطابخ حيث يوجد العديد من الأدوار للبيض مثل قدرتة على التجمد عند تعرضه للحرارة وهذا يؤهله للدخول في تصنيع العديد من أنواع الكعك. ومدى التغير الهيكلى في قوام البيض عند الخفق يؤدى إلى دخوله في كثير من الاطعمة الهشة مثل الكعك الاسفنجى. كما أن قدرة صفار البيض على الاستحلاب تؤهله للدخول في تحضير صلصات السلطة والعديد من الصلصات. وقدرة البيض على لصق الأشياء تؤدى إلى استخدامه في المخبوزات للصق الحبوب على اسطح المعجنات المختلفة أيضا إعطاء اللون الأصفر واللمعان لبعض الاغذية مثل المكرونة والكعك بالإضافة إلى العديد من الوظائف الأخرى.

## القيمة الغذائية
يعتبر البيض من أهم المصادر وأفضلها للحصول على البروتين ذات القيمة البيولوجية العالية، والفيتامينات (B2, B3)، حمض البانتوثنيك (B5)، البيتين، B6, حمض الفوليك، B12 فيتامينات (E,D,A) الزنك وغيرها من المعادن، الفيتامينات الحيوية والضرورية. كما أنها لذيذة، سهلة الهضم ومتوفرة دائماً.
تحتوي البيضة على:
1. سعرات حرارية -70
2. 15 ملغ حديد
3. بروتين- 6 غرام
4. دهون (أغلبها دهون غير مشبعة)-5 غرام
5. فيتامين B2- 0.25 ملغم
6. فيتامين B3 – 1.3 ملغم
7. حمض البانتوثينيك- 0.65 ملغم
8. فيتامين B6- 0.07 ملغم
9. حمض الفوليك- 25 ميكروغرام
10. فيتامين B12 – 0.5 ميكروغرام
11. فيتامين A -100 ميكروغرام

## بيض الدجاج كغذاء وظيفي
لا يمكن أن نختلف على ان الدور الأولى والأساس للغذاء هو تلبية المتطلبات الغذائية للفرد. وحديثاً هناك أدلة علمية فتزايدة لدعم الفرضية بإن مكونات الغذاء والأطعمة لها ادوار فسيولوجية مفيدة وآثار نفسية جيدة بالإضافة لدورها في تلبيه المتطلبات الغذائية. اليوم انتقل علم التغذية من المفاهيم الكلاسيكية لتجنب النقص الغذائي وكفاية المواد المغذية إلى مفهوم التغذية الإيجابية أو المثالية وانتقلت معها بؤرة البحث أكثر لتعريف المكونات النشيطة حيويا في الاطعمة والتي لها الإمكانية لتحسين الوضع الطبيعى والعقلى للإنسان والذي بالتأكيد سيقل معه خطر الإصابة بالامراض وذلك يتضمن العديد من الأغذية التقليدية مثل الفاكهة والخضراوات وفول الصويا والحبوب الكاملة والبيض واللبن هذا بالإضافة إلى الأطعمة التي تم تطويرها لتلاءم هذا المفهوم لذلك ظهر مفهوم «الغذاء الوظيفي» فقد ولد هذا المفهوم في اليابان في الثمينات من القرن الماضي حيث لاحظت السلطات الصحية أن طول العمر لابد أن يتزامن مع حالة صحية جيدة للفرد ناتجة من تغذية جيدة مما يكون له اثر في تقليل نسبة الإصابة بالامراض. لذلك تم تعريف الغذاء الوظيفي على انه «مكونات الغذاء أو الأطعمة التي تؤدى إلى تحسين وظيفة فسيولوجية أو حالة صحية بالإضافة إلى قيمتها الغذائية».
وبعض الامثلة للاطعمة الوظيفية هي الاطعمة التي تحتوى معادن معينة أو فيتامينات أو أحماضا دهنية أو الياف غذائية أو اطعمه غنية بالمواد النشطة حيويا مثل الـ Phytochemicals أو مانعات الاكسدة أو Probiotics. وبناء على الفرضيات السابقة فإن بيض الدجاج من أقوى المرشحين ان يكون ضمن الاغذية الوظيفية الأساسية لاحتواءة على العديد العناصر والمواد النشطة حيويا والتي يمكن زيادتها لتؤدى وظيفة فسيولوجية فيما وراء قيمتها الغذائية.
وهذا النوع من البيض يطلق عليه البيض المصمم “Designer eggs” وكانت أولى المحاولات لإنتاج هذا البيض في الولايات المتحدة لإنتاج بيض يحتوى نسب متساوية من الاحماض الدهنية المشبعة والوحيدة عديمة التشبع والعديدة عديمة التشبع. وحديثا ظهر في الاسواق العديد من البيض المصم الذي قد يكون غنى في الحمض الدهنى اوميجا-3
omega-3 أو في فيتامين E أوو في حمض دوكوياهيكسانيويك DHA وهو حامض دهنى موجود بكثرة في اسماك المياه الباردة ويدمج بسهولة في مح بيضه الدجاجة عندما يتم تغذيتها على مصادر غنيه به حيث وجد ان وجود هذا الحمض الدهنى في غذاء الإنسان يؤدى إلى تخفيض الاحتمالات الإصابة بأمراض القلب هذا بالإضافة لدوره في تطور المخ وشبكية العين عند الأطفال.

إن تعديل نسب المغذيات أو المواد الغذائية داخل البييضة أدى إلى افراز العديد من البيض المصمم لذلك فإن التشريعات الحكومية لابد ان تكون متواجدة وبقوة لتنظيم هذه العملية ففى الولايات المتحدة لا يمكن ان يطلق لفظ «غنى» مثل بيض غنى بقيتامين E مثلا إلا أن يكون محتوى على الاقل على 10% زيادة من فيتامين E عن البيض العادى والنسبة الموصى بها يوميا لفيتامين E وقد تغيرت التوصيات الآن حسب نشرة المعهد الامريكى للقلب لتوصى ببيضه يوميا من بيض الدجاج.

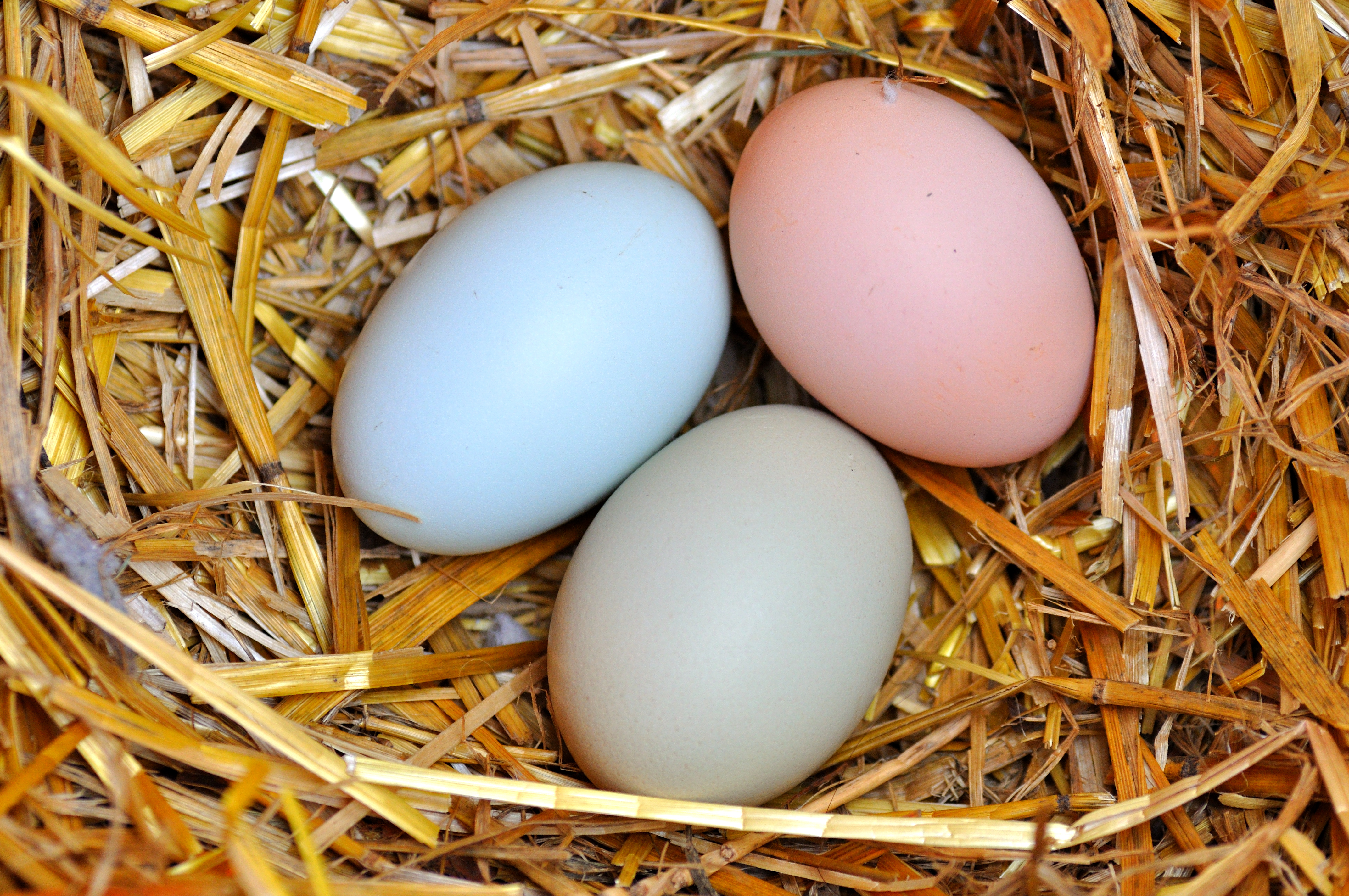
بيض في قش.

و يمكن ايجاز الأنواع الموجودة حاليا فالأسواق العالمية حسب التغير الحادث في مستواها من المغذيات إلى:
1. بيض معدل في نسبة الفيتامينات اقربها البيض الغنى في فيتامين E.
2. بيض معدل في محتواه من الكولسيترول من المعروف ان البيض العادية تحتوى على 200-220 مجم كولسترول وباستخدام بعض المعاملات الغذائية يمكن خفض هذه النسبة إلى 160-180 مجم كولسترول.
3. بيض معدل محتواه من الاحماض الدهنية. حيث وجد ان تغير نوعية الدهون الموجودة في علائق الدجاج البياض ينتج عنها تغير معنوى في صورة الاحماض الدهنية في الصفار وثبت ان استهلاك الإنسان لاغذية غنية في محتواها من الاحماض العديدة الغير مشبعة يؤدى إلى تقليل الإصابة بتصلب الشرايين والأزمات القلبية بالإضافة لتحسين نمو الأطفال فاحتواء علائق الدجاج لمصادر هذه الاحماض الدهنية مثل بذور الكتان والزيوت النباتية وزيت السمك يؤدى إلى زيادة معنوية ونسبة هذه الاحماض مما يعرف بالبيض الغنى بـ اوميجا-3 (omega-3).
4. بيض معدل في محتواه من المعادن مثل بيض غنى في محتواه من السيلنيوم أو اليود أو الكروم وكل هذه المعادن من شأنها ان تحسن الوظائف الفسيولوجية عند الإنسان.
5. بيض معدل في محتواه من الصبغات أو المواد النشطة حيويا ومثال لذلك البيض الغنى بالليوتين أو البيض الغنى بحمض الفولك الذي له اهمية أثناء التطور الجينى للإنسان بالإضافة لدورة في تحسين أداء الموصلات العصبية.

## التطبيقات الدوائية لبيض الدجاج
بالإضافة لما تم ذكره من فوائد وأنواع البيض فإنه ما زال هناك العديد من التطبيقات لاستخدام بيض الدجاج على المستوى الطبى مثل:-
1. استخدام الدجاج لإنتاج أضداد لأنواع معينة من الامراض البكتيرية أو الفيروسية والتي تجمعها الدجاجة في البيضة ومن ثم استخلاصها لاحقا واستخدامها في معالجة الإنسان.
2. استخدام البيض في إنتاج حمض السالسيلك والمستخدم على نطاق واسع في العالم حتى ان أحد العلماء يتنبأ بأنه سيكون هناك يوما يقول لك فيه الطبيب تناول بيضيتين يوميا واراك بعد اسبوع بدلا من تناول قرصين اسبرين لمدة ثلاثة أيام.
3. استخراج بيتيدات من أحد بروتينات الزلال والمسمى الاوفوترانسفيرين ovotransferin الذي ظهر انه له تأثير قوى مضاد لسرطان الثدى والبروستاتا.
4. إنتاج نوع من الالياف يعرف بالكولاجين III ويتميز به جلد الأطفال حيث يساهم في الملمس الناعم للجلد ويستخدم حاليا كمادة خام في العديد من مستحضرات التجميل في اليابان.
5. وجد ان الصفار يحتوى على مادة Lecithin والذي يتحد بدورة مع مادة Phosphatidyl choline ليدخل في تركيب الفوسفوليبيدات المكون الرئيسى لجدر الخلابا الحية بالإضافة لأنه يعتبر المادة الأولية لتخليق الموصل العصبى الأسيتيل كولين والذي بدوره له دور في عمليات التذكر والتعلم. وقد تمكن فريق بحثى يابانى من اثبات أن Phosphatidyl choline بالاتحاد مع فيتامين B12 يمكن أن يبطئ أو حتى يمنع الإصابة بمرض الزهايمر.
6. وأخيرا وليس باخر استخدام قشر البيض المطحون في استخراج الكالسيوم واستخدامة كإضافة غذائية للإنسان وخاصة كبار السن حيث يمكن استخدامة في صنع خبز غنى بالكالسيوم.

وأود ان اشدد هنا ان كل هذه الاصناف من البيض المصمم أو المعدل بعيدة كل البعد عن استخدام اساليب التقانة الحيوية التي لم يثبت قطعيا حتى الآن مدى سلامة الاغذية المنتجة باستخدام هذه التقنيات. اما البيض المصمم هو بيض ينتج بتعديل تركيب علائق الدجاج البياض بإضافة مصادر طبيعية مما قد يعطى سلامة بنسبة 100% بالنسبة للإنسان. علاوة على الفوائد الصحية المرجوة منها وكم أتمنى ان ارى مثل هذه المنتجات قريبا في كل اسواقنا العربية.

## مشكلات عند طهي البيض

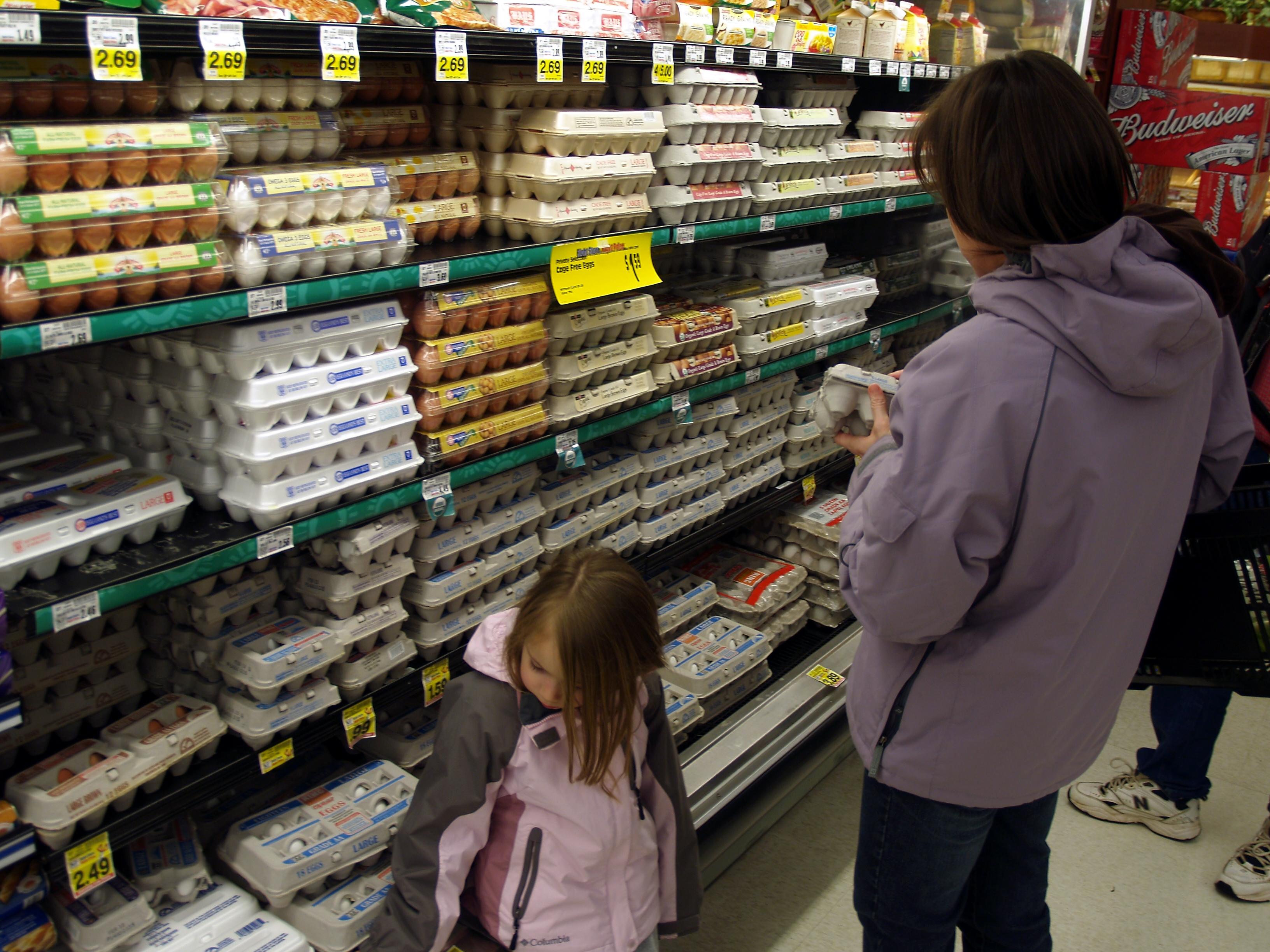
شراء البيض من السوق.

عندما يزيد وقت طهو البيض تظهر أحيانا طبقة خضراء محيطة بصفار البيضة. ويرجع ظهور هذا اللون الأخضر علامة على وجود نسبة من الحديد والكبريت في البيضة. وقد يحدث هذا اللون الأخضر أيضا بسبب وجود الحديد في ماء الغليان. ولكن وجود هذا اللون غير ضار ولا يؤثر على طعم البيضة. إلا أن غليان البيض لمدة طويلة يقلل من القيمة الغذائية للبياض والبروتين.
- يمكن بإسقاط البيض بعد غليته في ماء لمدة قصيرة فيمتنع ظهور اللون الأخضر المحيط بالصفار.
- كما أن زيادة مدة سواء بالغليان أو بالقلي تساعد على تصلب الشرايين نظرا لأكسدة الكولسترول الموجود في صفار البيض.[23]

## البيض الطازج
طريقة سهلة لمعرفة البيضة الفاسدة من الطازجة وذلك بإسقاط البيض في إناء مملؤ بالماء. فالبيضة التي تطفو فهي فاسدة، والتي تسقط إلى قاع الوعاء فهي طازجة. والتفسير أن البيضة الطازجة لا يوجد بها هواء، أما البيضة الفاسدة فتحتوي على غازات ناتجة من تحلل بياض البيضة مما يؤدي إلى طفوها على سطح الماء.